# Katrinedal, Övergran

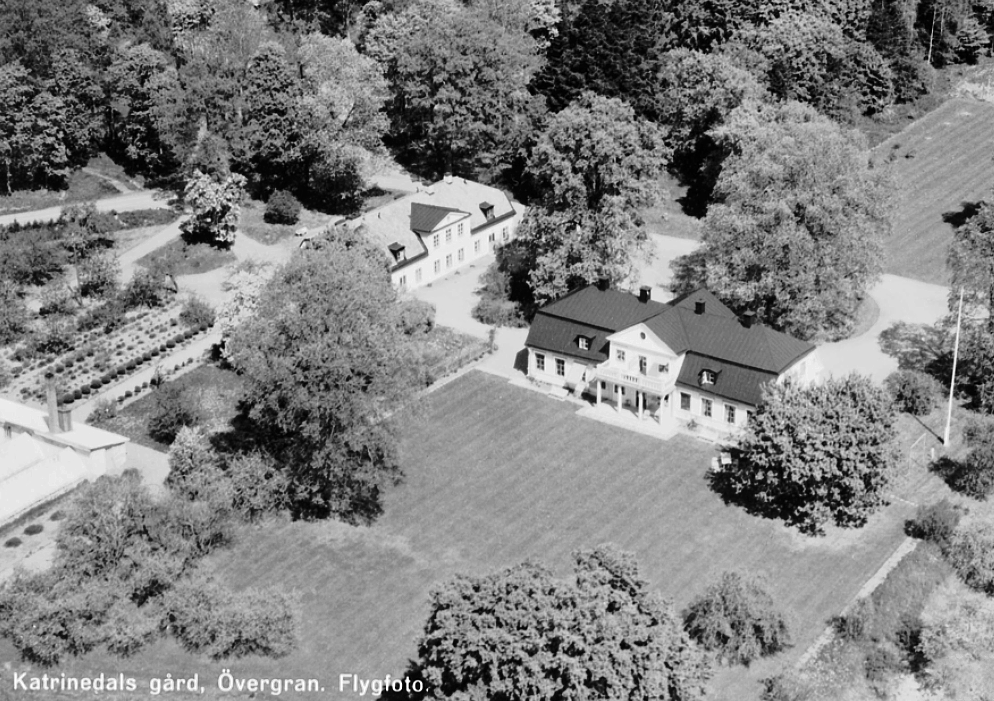
Katrinedals huvudbyggnad och till vänster flygeln från 1860-talet.

Katrinedal är ett gods i Övergrans socken, Håbo kommun, Uppsala län, cirka 13 kilometer väster om Sigtuna. Enligt kommunen utgör Katrinedal "ett stort kultur- och arkitekturhistoriskt värde då den är en välbevarad storgård med en lång bebyggelsekontinuitet". 

## Historik

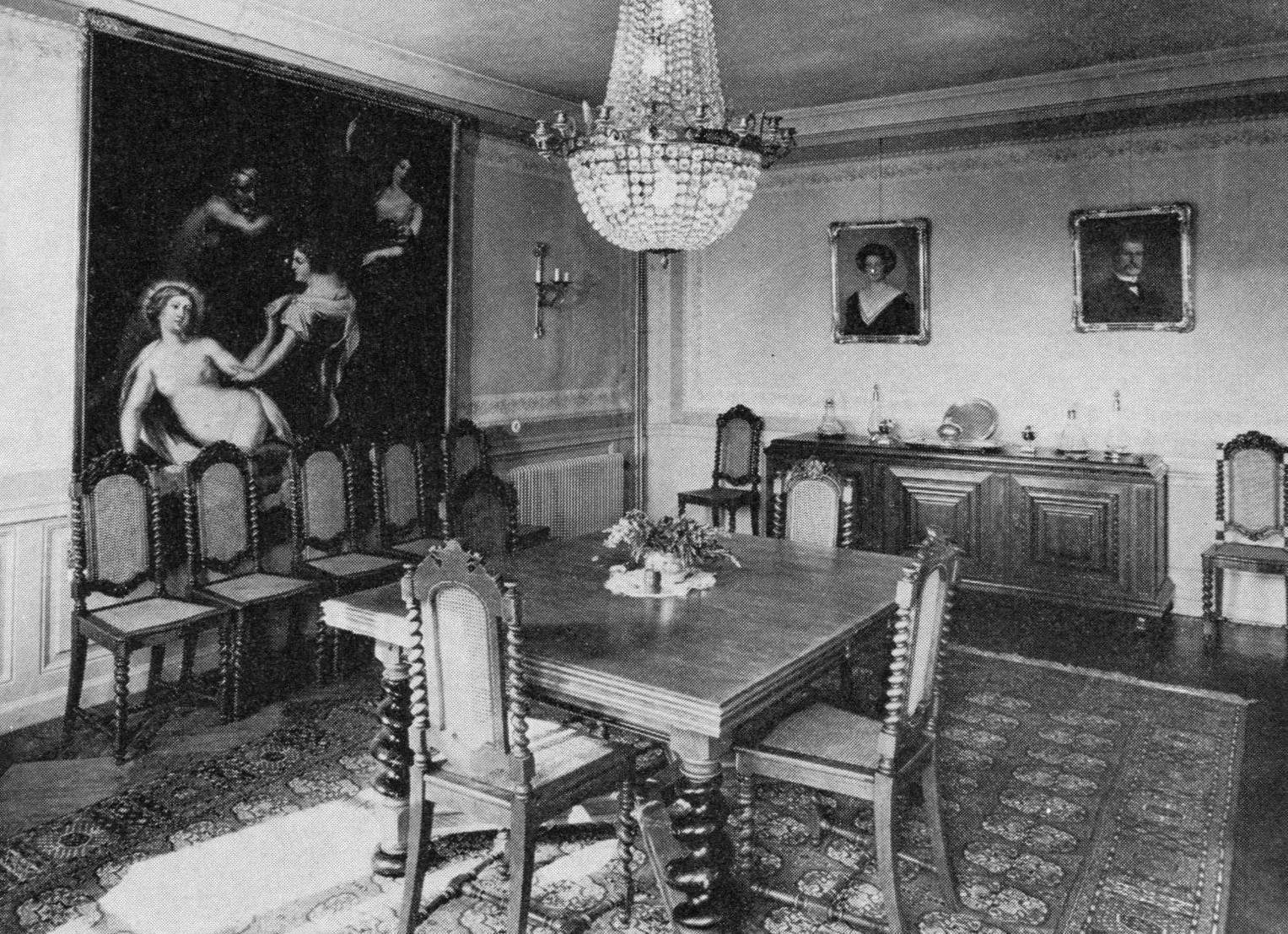
Katrinedals matsal på 1960-talet.

Katrinedals gård ligger strax norr om Övergrans by, inte långt från Enköpingsvägen. Gården är känd sedan 1500-talet, men då under namnet Skiämma. Katrinedal har hört till en av de mest omfattande lantegendomarna i trakten och har sambrukats med Eneby, Säby och Muranbo (eller Muhrboda). Den nuvarande huvudbyggnaden uppfördes troligen kort efter 1706 sedan den gamla brunnit ner. Husets mittparti är uppfört i sten, medan resten är av trä som enligt traditionen härstammar från en 1600-tals byggnad. Troligen härrör stendelen från den äldre byggnaden. 
Gården har under årens lopp haft många olika ägare. Mellan 1772 och 1805 ägdes gården av landshövding Nils Reuterholm. På 1860-talet kompletterades bebyggelsen med en flygel i nordväst som gavs ett liknande utseende som huvudbyggnaden. Båda husen karakteriseras av en fronton med tre fönsteraxlar samt brutna och valmade sadeltak. Katrinedals ekonomibyggnader ligger på en höjd i nordväst och är omgivna av ett öppet, kuperat kulturlandskap. Väster därom, på Kvarnbacken, har det tidigare funnits en väderkvarn. Till gården hörde även en ångbåtsbrygga i Ullfjärden.  
Efter flera ägarskiften mellan bland andra släkterna Unonius, Grill och Blomstedt kom Katrinedal 1903 i familjen Silfverhielms ägo. I slutet av 1960-talet innehades egendomen av greve Gustav "Gösta" Bonde af Björnö som än idag (2018) ägs av familjen Bonde.